# Homo Sapiens (gruppo musicale)
Homo Sapiens è un gruppo musicale italiano attivo principalmente negli anni settanta.

## Storia del gruppo
La band, per molti anni tutta al maschile, si forma nel 1966. Originariamente, ai tempi delle loro prime uscite pubbliche, dove riscuotono sempre un certo successo, il nome del gruppo è i Tarli. Nel 1971, cambiano il loro nome in Homo Sapiens. Il chitarrista è Rodolfo Maltese, successivamente membro del Banco del Mutuo Soccorso. In quel periodo collaborano spesso con Herbert Pagani. Nel 1972, la formazione si stabilizza con l'entrata di Maurizio Nuti.
Il primo brano pubblicato, come Homo Sapiens è Une belle histoire  brano di origine francese, "Une belle Histoire" di Michel Fugain, rivisto in Italiano per gli Homo Sapiens da Franco Califano.
Nel 1974 partecipano a Un disco per l'estate con Oh Mary Lou, e alla stessa manifestazione tornano decisamente con maggior successo nell'edizione successiva con Tornerai tornerò, semifinalista nelle serate di Saint Vincent. Tornerai tornerò venderà 6 milioni di copie in tutto il mondo ed è stata cantata in 6 lingue diverse e decine di versioni.
Nel 1977 partecipano al Festival di Sanremo con la canzone Bella da morire: proprio con questo brano passeranno alla storia vincendo quel Festival, primo "complesso" a riuscirci.
In questa edizione, gli Homo Sapiens avevano in pratica sostituito Mal, che avrebbe dovuto esibirsi con lo stesso brano; ciò non accadde a causa della canzone Furia che lo coinvolse in una serie di impegni professionali.
Tra i loro altri successi del periodo ricordiamo inoltre Pecos Bill e Un'estate fa.
Sciolti nel 1982 in seguito alla crisi della discografia italiana, si sono rimessi insieme nel 1990 senza Robustiano "Roby" Pellegrini sostituito da due tastieristi (tra cui Corrado Lentinello) che hanno suonato fino al 2000 con il gruppo. In ogni caso, anche negli anni ottanta pubblicano saltuariamente dei brani inediti in qualità di progetto puramente discografico.
Nel 2000 entra nella formazione per la prima volta una donna, Simona Cerrai, come cantante vocalist: vi rimarrà per due anni. Sempre a partire dal 2000 nelle esibizioni live è proposta la formula "30 anni in una sera" in cui il complesso ripercorre gli ultimi trent'anni di musica italiana e straniera, oltre naturalmente ai propri successi.
Nel 2005 dovevano partecipare al Festival di Sanremo nella categoria "Classic", ma all'ultimo momento non vennero ammessi; quella canzone esclusa viene attualmente proposta dagli Homo Sapiens nelle serate dal vivo.
Nel 2006 il complesso, tuttora molto attivo nel circuito dei concerti live, ha creato il "Music-Park" a Bientina (PI) in Toscana, autentico parco della musica.
Il 6 febbraio 2009 hanno partecipato in gara a Ciak... si canta!, programma musicale di Raiuno, in cui hanno proposto un video, creato per l'occasione, della loro celebre canzone Bella da morire.
Nel 2012 è uscito il loro nuovo singolo: Incancellabile (Nuti/Masi).
Nel 2013, il gruppo partecipa vocalmente alla canzone Radio Amore Song, composta dal cantautore Gianfranco Caliendo (ex frontman, voce solista, chitarrista e autore de Il Giardino dei Semplici) su testo della cantante Flora Contento, per celebrare la storia dell'omonima emittente campana di successo. All'incisione, partecipano anche altri nomi importanti della scena delle band italiane: Gianfranco Caliendo, i Camaleonti, Daniel Sentacruz Ensemble, i Romans, i Santo California.
Nel 2017 gli Homo Sapiens festeggiano i 40 dalla Vittoria del Festival di Sanremo con la canzone Bella da morire e le Edizioni Musicali Regno Unito pubblicano un Cd contenente tutti i loro più grandi successi. Etichetta Pinky Records e produzione di Edoardo Rinaldi, Cristina Donasoldi e Regno Unito Edizioni musicali Altopascio (Lucca).
Il 4 maggio 2018, grazie ad una produzione di Marco Colavecchio, supportata da Pasquale Mammaro esce una nuova versione di “Bella da morire”, cantata da Alex Baris, insieme agli Homo Sapiens. Il brano, che si configura come un possibile tormentone estivo, è stato registrato tra Pisa nel “Cantuccio studio” e Cassino nello studio di Colavecchio.
Il 20 Febbraio 2020 viene presentato l'ultimo singolo Bella come sei (Giaconi-Fornasir-Faragli).
Le ultime apparizioni televisive sono a Domenica In e I soliti Ignoti (Rai Uno 2019), a Top 10 (Rai Uno, 2021) e a Oggi è un altro giorno (Rai Uno, 2022). I migliori anni (Rai Uno maggio 2023)

## Formazione
- Marzio Mazzanti: voce, basso
- Claudio Lumetta: voce solista (fino ad oggi), batteria e percussioni (fino al 2000)
- Maurizio Nuti: voce, chitarra solista (dal 1972)
- Stefano Vincenti: voce, tastiere, chitarra ritmica (dal 1990)
- Maurizio Novi: voce, tastiere, #keytar (dal 2002)
- Ivano Petti: batteria  (dal 2011)

### Ex componenti
- Rodolfo Maltese (1947-2015): chitarra (dal 1971 al 1972)
- Robustiano "Roby" Pellegrini (1946): tastiere (dal 1971 al 1981)
- Alessandro "Tovarisch" Pieri: batteria e percussioni (dal 2000 al 2011)
- Pierpaolo Guerrini: tastiere (dal 1987 al 1990)
- Simona Cerrai: vocalist-cantante (dal 2000 al 2002)
- Alessio Mosti: chitarra (dal 2000 al 2010)

## Discografia
Album in studio
- 1974 - Homo Sapiens
- 1975 - Tornerai, tornerò
- 1976 - Pecos Bill
- 1977 - Bella da morire
- 1978 - Due mele
- 1980 - Homo Sapiens
- 1990 - Presagio di mare

Raccolte
- 1994 - I comandamenti e...altre storie
- 2017 - 40 anni di bella da morire, i nostri successi

Live
- 1998 - 30 anni in una sera

Singoli
- 1971 - Non è triste/Il sogno di Laura
- 1972 - Un'estate fa/Il sogno di Laura
- 1973 - Tra i fiori rossi di un giardino/Ballerina
- 1974 - Oh Mary Lou/Strada per il mare
- 1974 - Ti voglio bene/Tra i fiori rossi di un giardino
- 1975 - Tornerai tornerò/Strada per il mare
- 1975 - Lei lei lei/Betty
- 1976 - Pecos Bill/Madagascar
- 1976 - Io e te stasera/Malinconia
- 1977 - Bella da morire/Dolce la sera
- 1978 - Due mele/Un orsacchiotto
- 1979 - Una dolce malattia/Giorni di festa
- 1979 - Voglio amarti di più/Acapulco Mexico
- 1981 - Ti amo domani/Meglio alzare il tacco
- 1986 - Dov'è che sta andando la musica/Se resto qui